# Dây chông chông
Dây chông chông hay cơm lang (danh pháp: Smilax perfoliata) là một loài thực vật có hoa trong họ Smilacaceae. Loài này được Lour. miêu tả khoa học đầu tiên năm 1790.